# گئورگیفکا (شهرستان کارماسکالینسکی، باشقیرستان)
گئورگیفکا (انگلیسی: Georgiyevka, Karmaskalinsky District, Republic of Bashkortostan) یک شهرک در شهرستان کارماسکالینسکی استان باشقیرستان کشور روسیه است.